# Régiment de Beaujolais (1762)
Pour les articles homonymes, voir Régiment de Beaujolais (homonymie).
Le régiment de Beaujolais, également appelé régiment de Beaujolois, est un  régiment d’infanterie du royaume de France créé en 1674.

## Création et différentes dénominations
- 15 novembre 1674 : création du régiment de Schomberg à partir des Milices du Languedoc
- 4 janvier 1681 : renommé régiment de Larray
- 1688 : renommé régiment de Sceaux
- 6 septembre 1689 : renommé régiment de Blainville
- 1690 : renommé régiment de Maulevrier
- 1706 : renommé régiment de Du Fort Lenormand
- 29 novembre 1710 : renommé régiment de Lyonne
- 1er février 1723 : renommé régiment de Montconseil
- 1742 : renommé régiment de Traisnel
- 1749 : renforcé par incorporation du régiment de Beaujolais
- 1757 : renommé régiment de Brancas
- 1758 : renommé régiment de Durfort
- 1761 : renommé régiment de Lastic
- 1762 : renommé régiment de Beaujolais
- 1765 : renommé régiment de Lamballe
- 1768 : renommé régiment de Beaujolais
- 1er janvier 1791 : renommé 74e régiment d’infanterie de ligne
- 6 novembre 1794 : le 2e bataillon est amalgamé dans la 138e demi-brigade de première formation
- 21 décembre 1796 : le 1er bataillon est amalgamé dans la 70e demi-brigade de deuxième formation

## Équipement

### Drapeaux
3 drapeaux dont un blanc Colonel, et 2 d’Ordonnance, « à 2 quarrez blancs & 2 quarrez rouges & verts par opposition, & croix blanches ».

Drapeaux d’Ordonnance
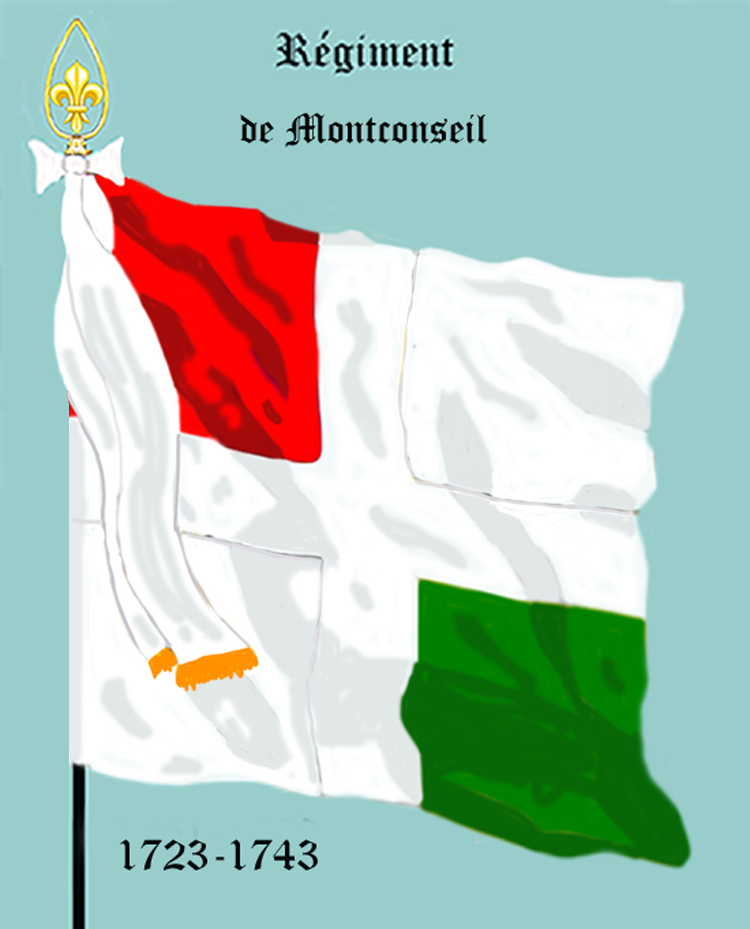
régiment de Montconseil de 1723 à 1742
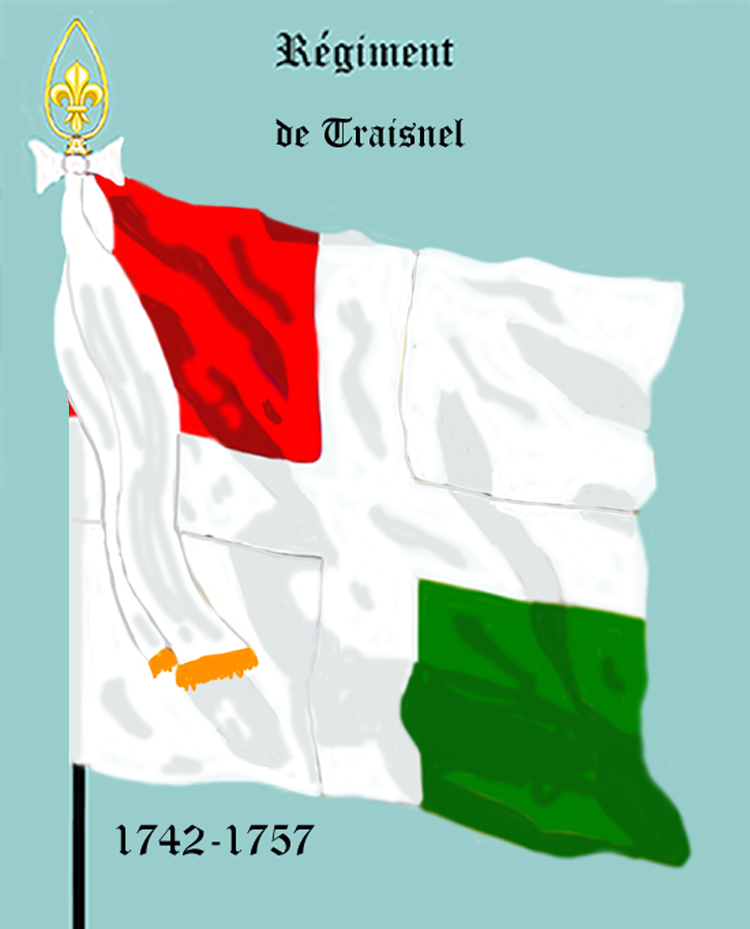
régiment de Traisnel de 1742 à 1757
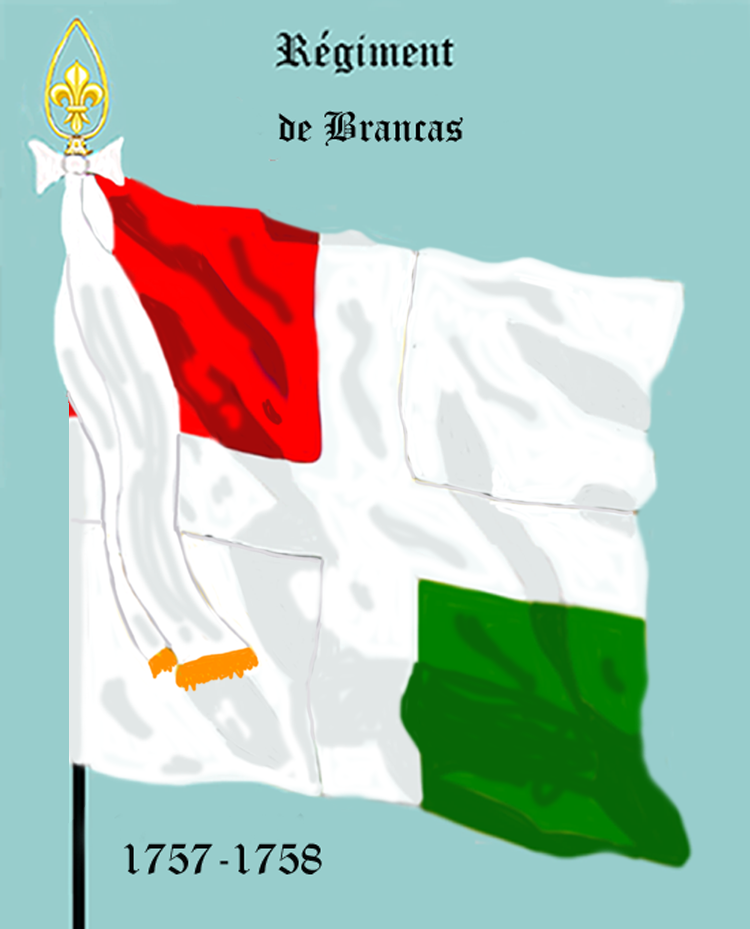
régiment de Brancas de 1757 à 1758
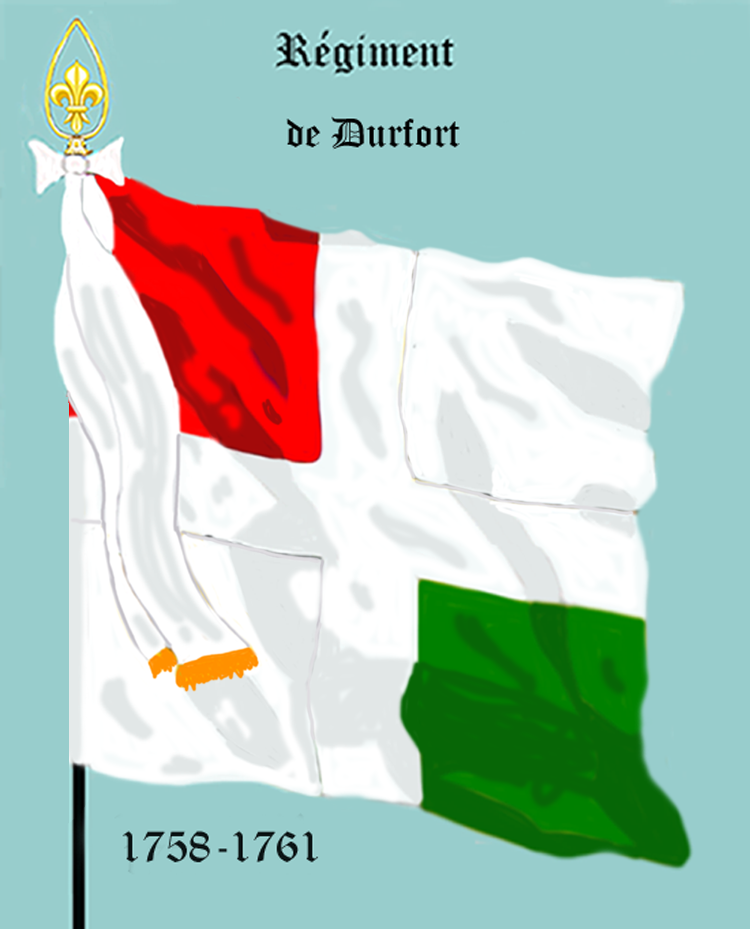
régiment de Durfort de 1758 à 1761

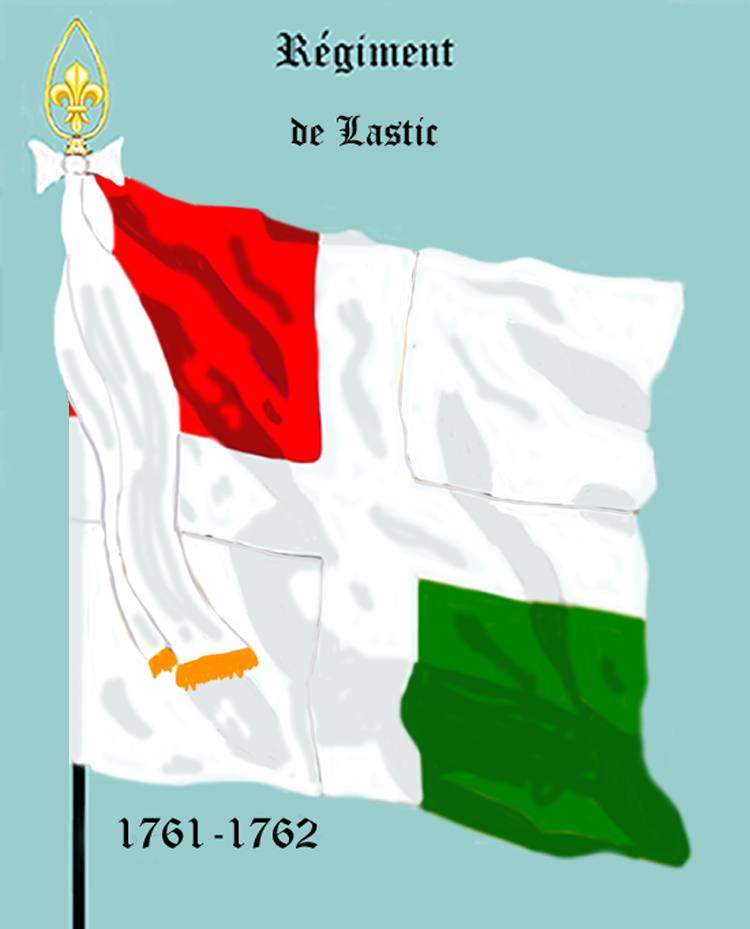
régiment de Lastic de 1761 à 1762
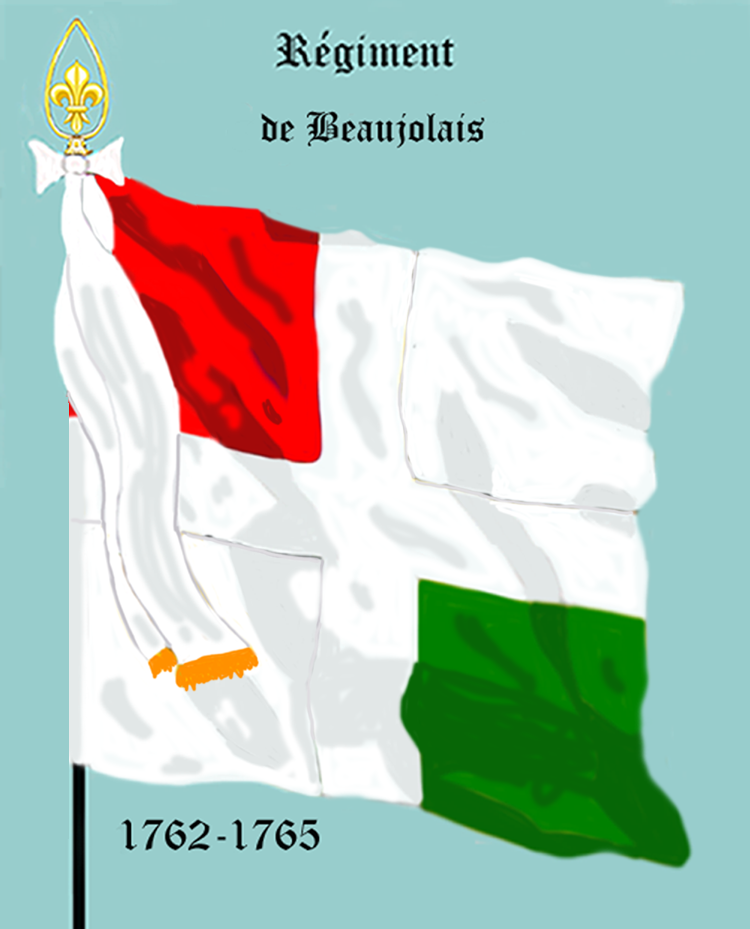
régiment de Beaujolais de 1762 à 1765
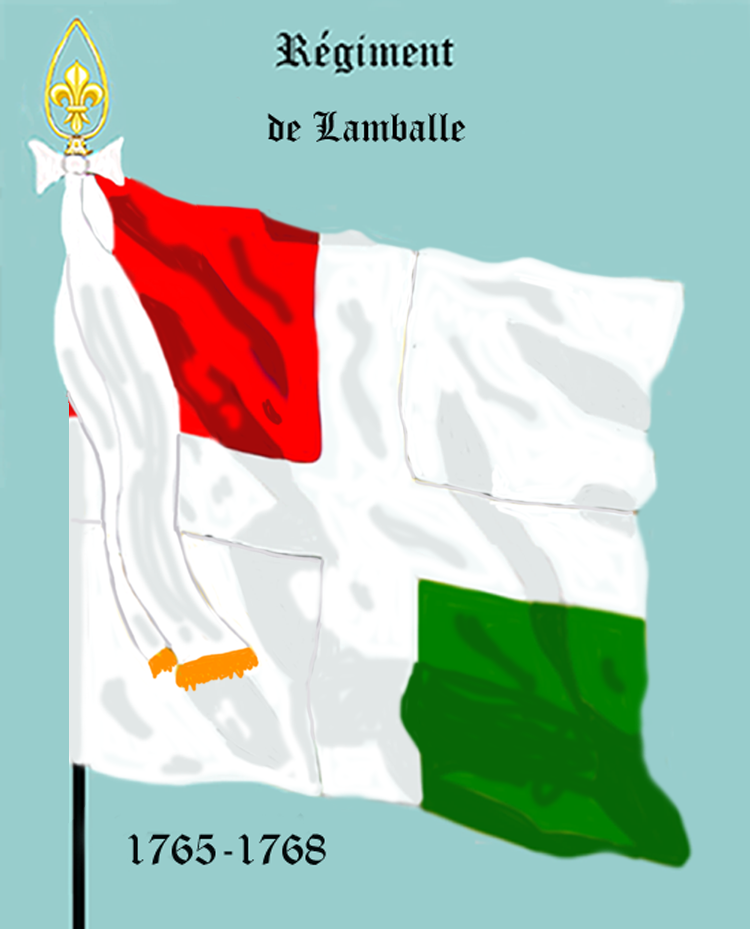
régiment de Lamballe de 1765 à 1768
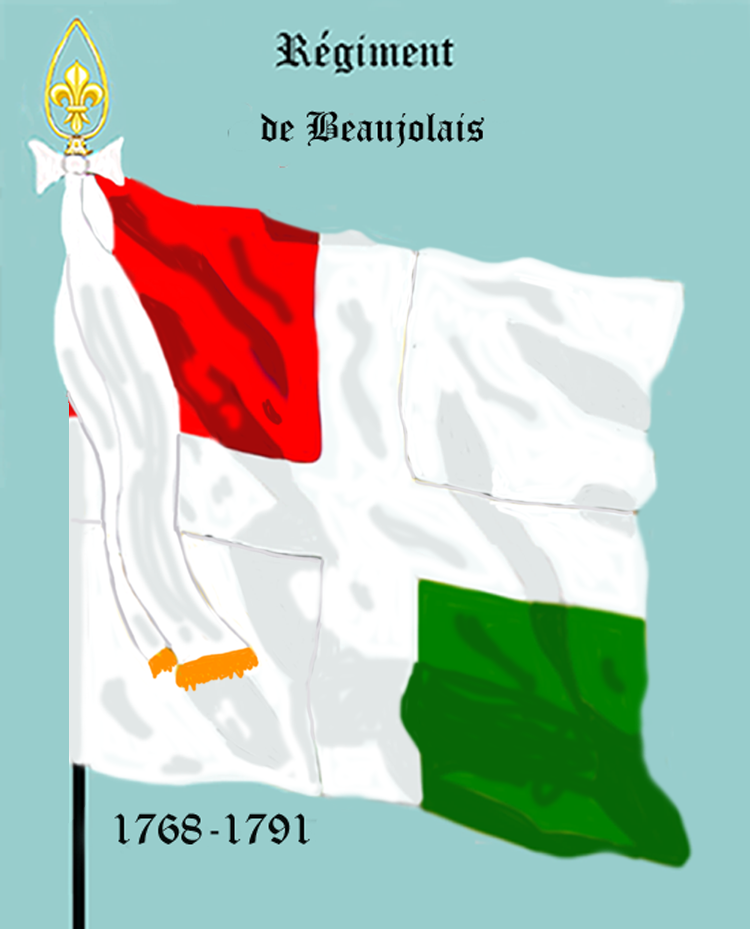
régiment de Beaujolais de 1768 à 1791

### Habillement

Uniformes
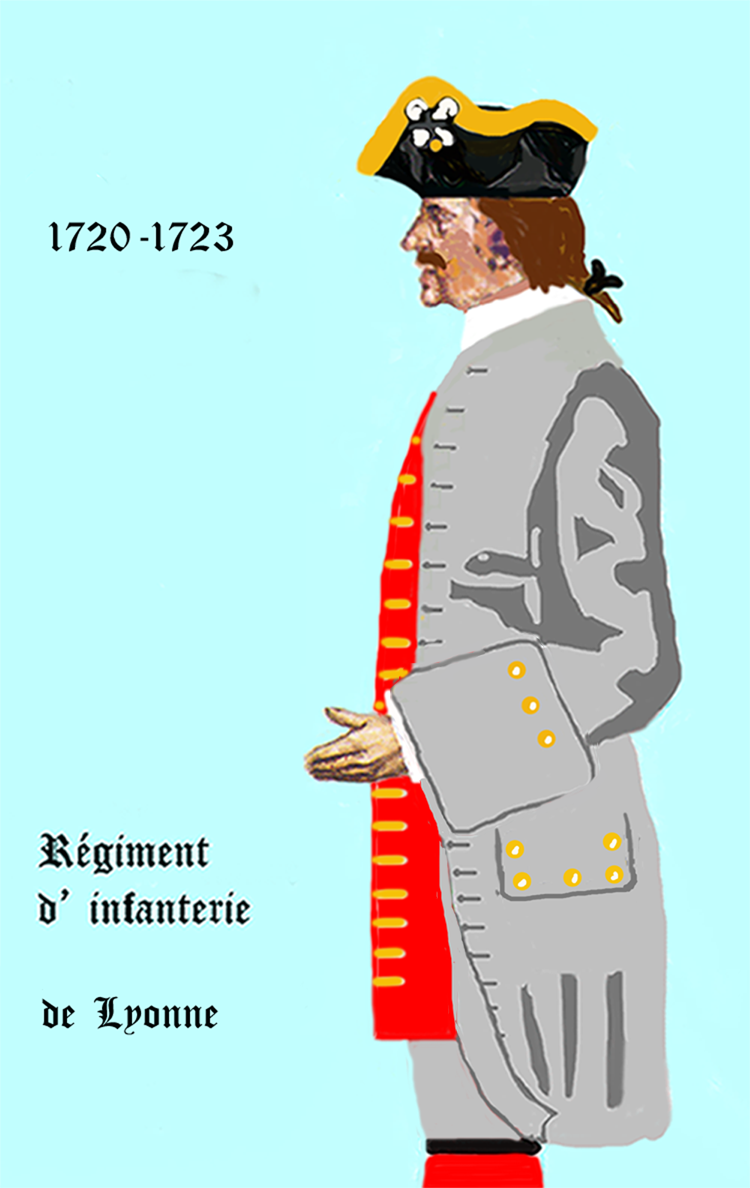
régiment de Lyonne de 1720 à 1723
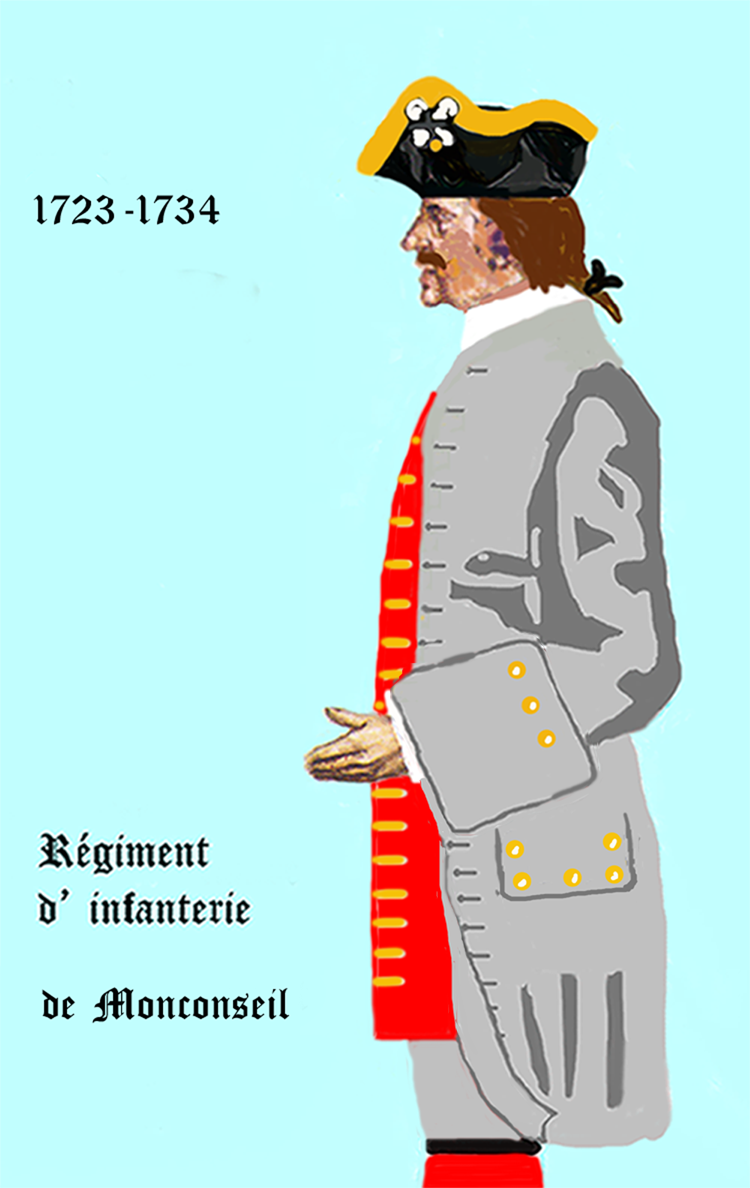
régiment de Montconseil de 1723 à 1734
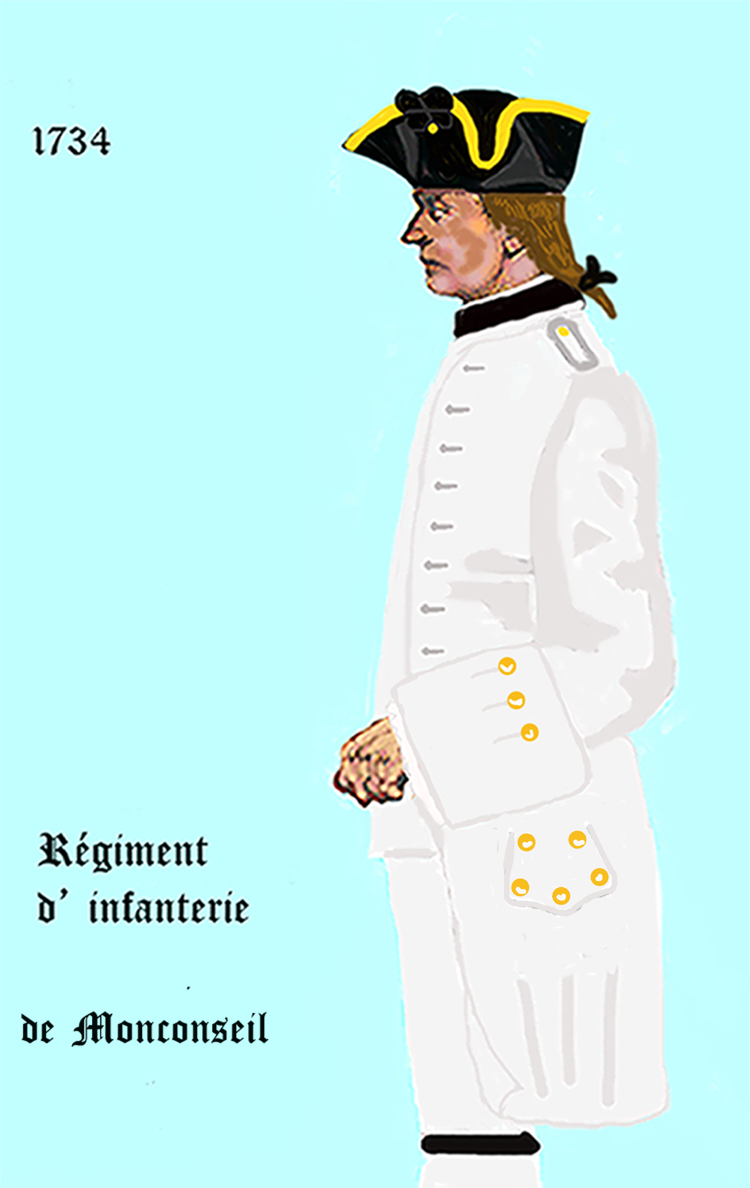
de 1734 à 1757
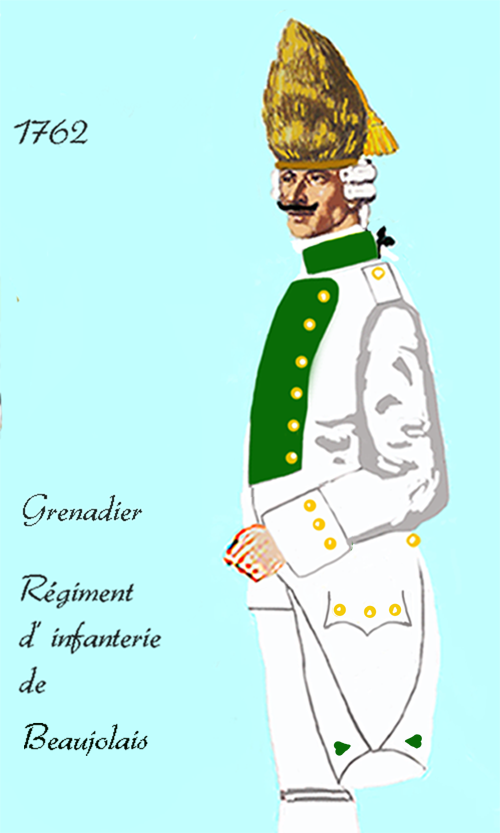
grenadier du régiment de Beaujolais de 1762 à 1776

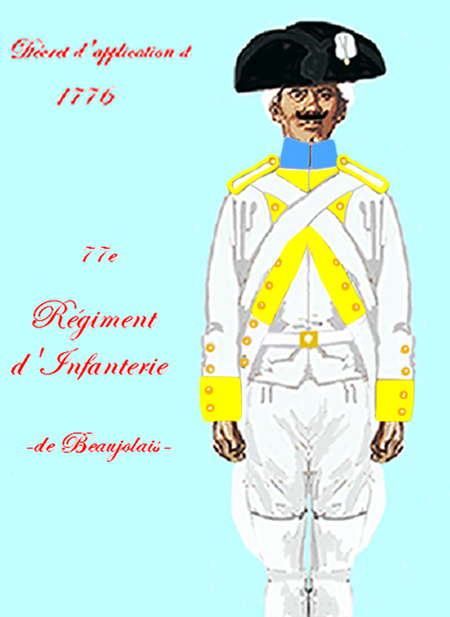
régiment de Beaujolais de 1776 à 1779
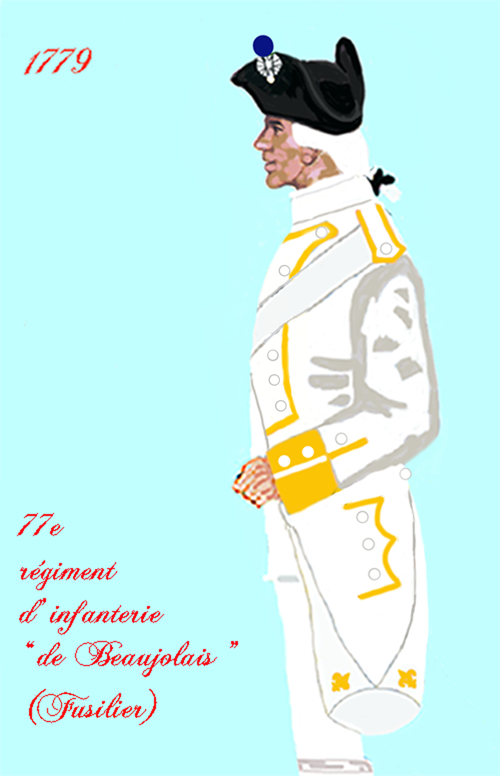
régiment de Beaujolais de 1779 à 1791
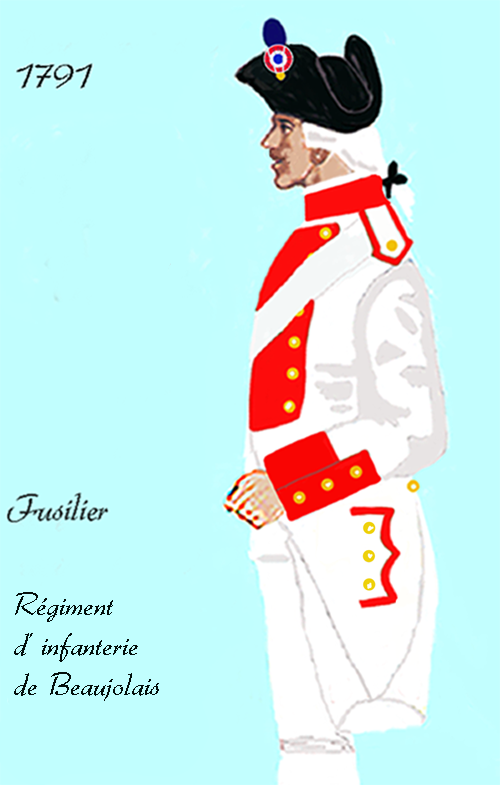
74e régiment d’infanterie de ligne de 1791 à 1792
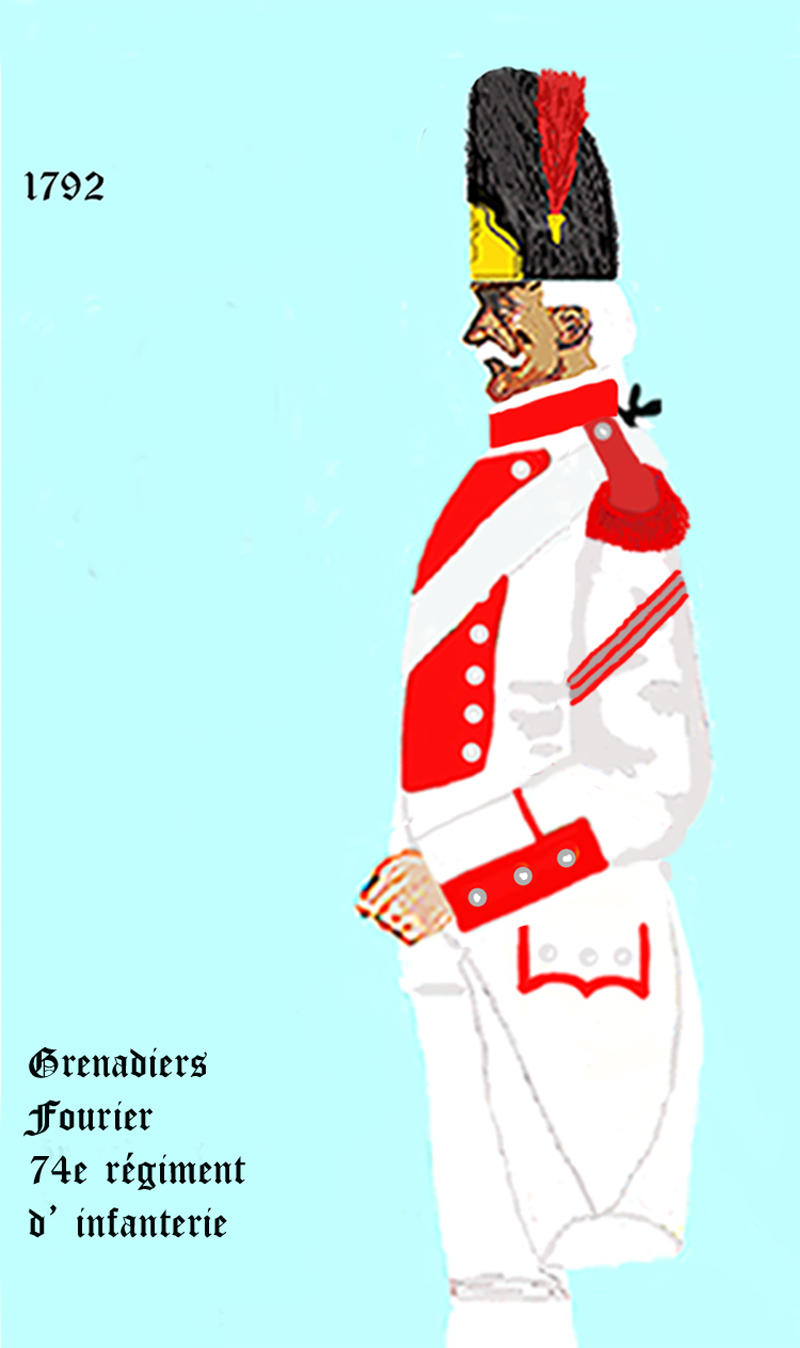
grenadier du 74e régiment d’infanterie de ligne de 1792 à 1796

## Historique

### Colonels et mestres de camp

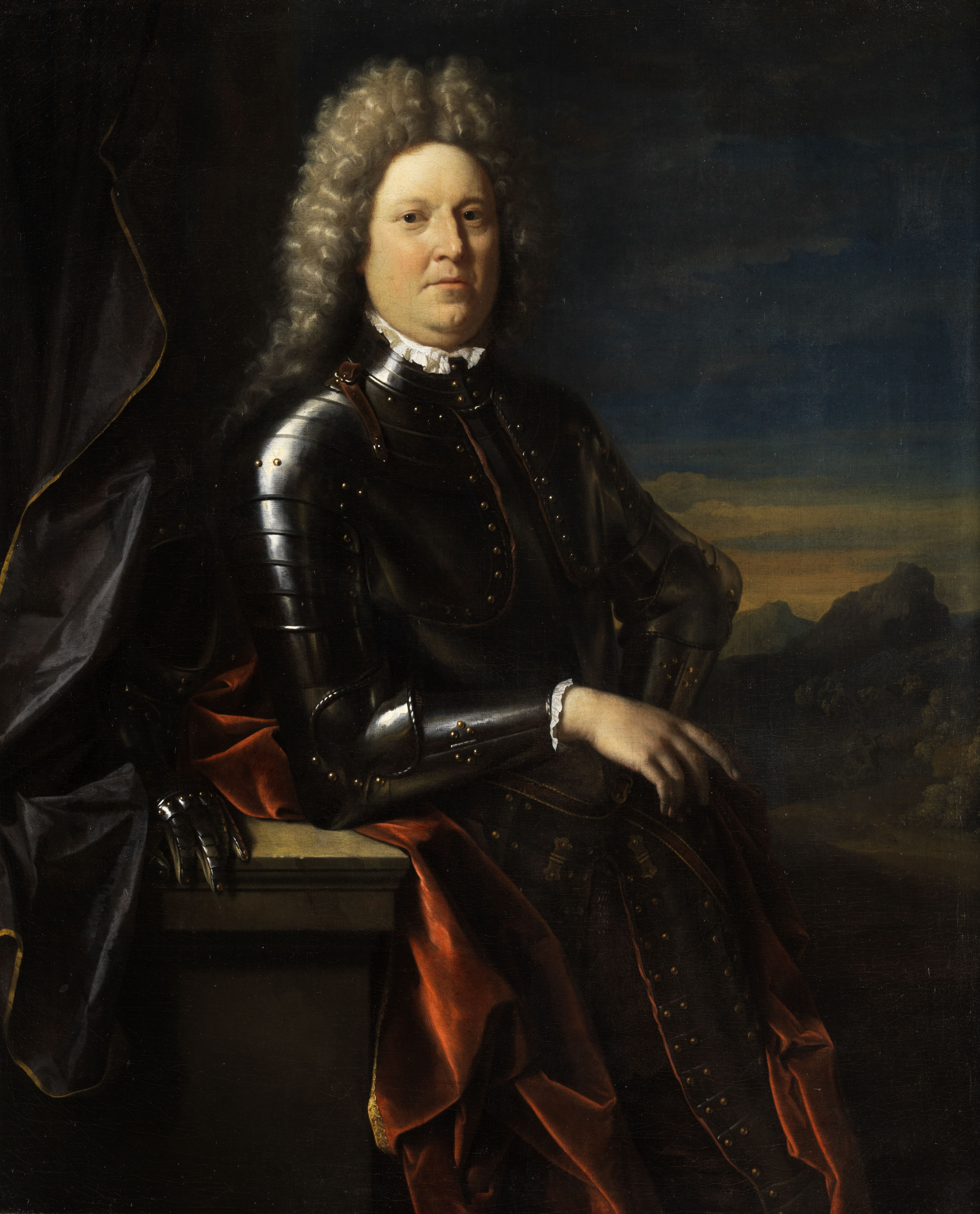
Portrait de Frédéric de Schomberg, par Adriaen van der Werff.

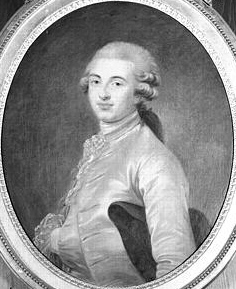
Anne François de Lastic, marquis de Sieujac (1759-1785), colonel au régiment de Beaujolais

- 15 novembre 1674 : Frédéric Armand, comte de Schomberg, lieutenant général le 16 juin 1655, maréchal de France le 30 juillet 1675, † 11 juillet 1690
- Schomberg, fils du précédent
- 4 janvier 1681 : Louis de Lenet, marquis de Larray, brigadier le 24 mars 1684, maréchal de camp le 24 août 1688, lieutenant général le 30 mars 1693, † 11 mars 1698
- 6 septembre 1689 : Jules Armand Colbert, marquis de Blainville, brigadier le 30 mars 1693, maréchal de camp le 29 janvier 1702, lieutenant général le 19 juin 1702, † 13 août 1704
- 1690 : Maulevrier, † 1695
- 6 septembre 1695 : Henri de Colbert, chevalier de Maulevrier, frère du précédent, brigadier le 29 janvier 1702, maréchal de camp le 26 octobre 1704, lieutenant général le 29 mars 1710, † 25 août 1711
- 29 novembre 1710 : Charles Hugues, comte de Lionne, brigadier le 29 novembre 1710, † juin 1731
- 1er février 1723 : Étienne Louis Antoine Guinot, marquis de Montconseil, brigadier le 18 octobre 1734, maréchal de camp le 20 février 1743, lieutenant général le 1er janvier 1748
- 9 août 1742 : Claude Constant Esprit de Harville-Jouvenel des Ursins, marquis de Trainel, brigadier le 1er janvier 1748, maréchal de camp le 23 juillet 1756, lieutenant général des armées du roi le 25 juillet 1762, † 6 octobre 1794
- 1756 : comte de Brancas
- 1758 : comte de Durfort, brigadier le 20 février 1761
- 1761 : comte de Lastic, brigadier
- 20 mars 1774 : Henri Georges César de Chastellux, † 1814
- 5 février 1792 : François Xavier Jacob Freytag, † 1817

### Campagnes et batailles
- 1734 : la Bataille de San Pietro

Lors de la réorganisation des corps d'infanterie français de 1762, le régiment de Lastic conserve ses deux bataillons et est affecté au service de la Marine et des Colonies et à la garde des ports dans le royaume et prend le nom de régiment de Beaujolais. 
L'ordonnance arrête également l'habillement et l'équipement du régiment comme suit
Habit, veste et culotte blancs, revers et collet verts, poche en  écusson, plus large que haute, garnie de cinq boutons en patte-d'oie, dont un à chaque coin, précédés de boutonnières en biais, et un au milieu, trois sur le  parement, quatre au revers et quatre au-dessous : boutons jaunes, avec le no 60. Chapeau bordé d'or.
26 hommes de ce régiment sont morts aux États-Unis durant guerre d'indépendance des États-Unis.
Le 74e régiment d’infanterie de ligne a fait les campagnes de 1792 et 1793 à l’armée du Nord ; 1794 à l’armée de l’Ouest.

### Quartiers
- Mont-Louis[1]

## Personnages célèbres
- Jean-Baptiste Drouet d'Erlon alors simple soldat au régiment de Beaujolais.